# 髯管花属
髯管花属（学名：Geniostoma）是马钱科下的一个属，为灌木植物。该属共有约60种，分布于马达加斯加至新西兰。